# Стар северноарабски език
Старият северноарабски език е арабски език или група близкородствени езици, наречия или диалекти, които принадлежат към групата на арабските семитски езици.
Известен е от запазили се кратки надписи от ценвтралната част на Арабския полуостров и Сирия. Най-ранните надписи са от 8 век пр.н.е., а най-късните от 4 век.
От всички семитски езици старият северноарабски е най-близък до класическия арабски език, въпреки че последния не се разглежда от лингвистиката като пряк негов наследник.
Известните северноарабски езици/наречия и диалекти са:
- северноарабски оазисен (нем. Oasennordarabisch): Саудитска Арабия, Сирия;
  - таймански (нем. Taymanitic);
  - лихянски (дедански; Dadanitic/Lihyanitic, Dedanite/Lihyanite) – по името на царството Лихян в оазиса Дедан (съвр. Ел-Ула, в северозападна Саудовска Арабия), VI—IV век пр.н.е.;
  - думайски (нем. Dumaitic);
  - диалект от няколко находки от Двуречието („класически халдейски“);
- сафаитски (сафски; нем. Safaitic) – запазен на графити от чергари от областта Ес-Сафа в Сирийската пустиня (Йордания, Сирия, Северна Саудитска Арабия), от I век или малко по-рано;
- хисмайски (нем. Hismaic) – чергарски език от пустинята Хисма (Йордания), предходно се привключва към самудския;
- самудски (нем. Thamudic) – условно наименование по древното племе самуди (θamūd-); съхранен в надписи от разни оазиси в западната и централна част на Северна Арабия, от VI век пр.н.е. се отнася към други северноарабски диалекти;
- хасаитски (нем. Hasaitic) – съхранен на няколко кратки надписи от областта Ел-Хаса в североизточната част на Саудитска Арабия, от V век пр.н.е.